# Кетревиль-сюр-Сьен
Кетревиль-сюр-Сьен (фр. Quettreville-sur-Sienne) — коммуна на северо-западе Франции, находится в регионе Нормандия, департамент Манш, округ Кутанс, центр одноименного кантона. Расположена в 40 км к юго-западу от Сен-Ло и 92 км к югу от Шербур-Октвиля, в 8 км от побережья Ла-Манша.
С 1 января 2016 года в состав коммуны Кетревиль-сюр-Сьен вошла коммуна Иэнвиль, с 1 января 2019 года – коммуны Геэбер, Контриер, Трели и Эрангервиль.
Население (2018) — 3 187 человек. 

## Достопримечательности
- Церковь Нотр-Дам и Святой Агаты XII-XIV веков
- Усадьба Кетревиль XVI-XVIII веков
- Усадьба Маре XV-XVI веков в Иэнвиле

## Экономика
Структура занятости населения:
- сельское хозяйство — 9,8 %
- промышленность — 8,9 %
- строительство — 18,8 %
- торговля, транспорт и сфера услуг — 28,7 %
- государственные и муниципальные службы — 33,8 %

Уровень безработицы (2018) — 7,6 % (Франция в целом —  13,4 %, департамент Манш — 10,4 %). 

Среднегодовой доход на 1 человека, евро (2018) — 20 310 (Франция в целом — 21 730, департамент Манш — 20 980).

## Демография
Динамика численности населения, чел.

## Администрация
Пост мэра Кетревиль-сюр-Сьена с 2014 года занимает Ги Жеелен (Guy Geyelin). На муниципальных выборах 2020 года возглавляемый им список был единственным.
| Период | Период | Фамилия   | Партия                    | Примечания                            |
| ------ | ------ | --------- | ------------------------- | ------------------------------------- |
| 2001   | 2014   | Пьер Дюге | Союз за народное движение | фермер                                |
| 2014   |        | Ги Жеелен |                           | директор по техническому обслуживанию |

## Галерея

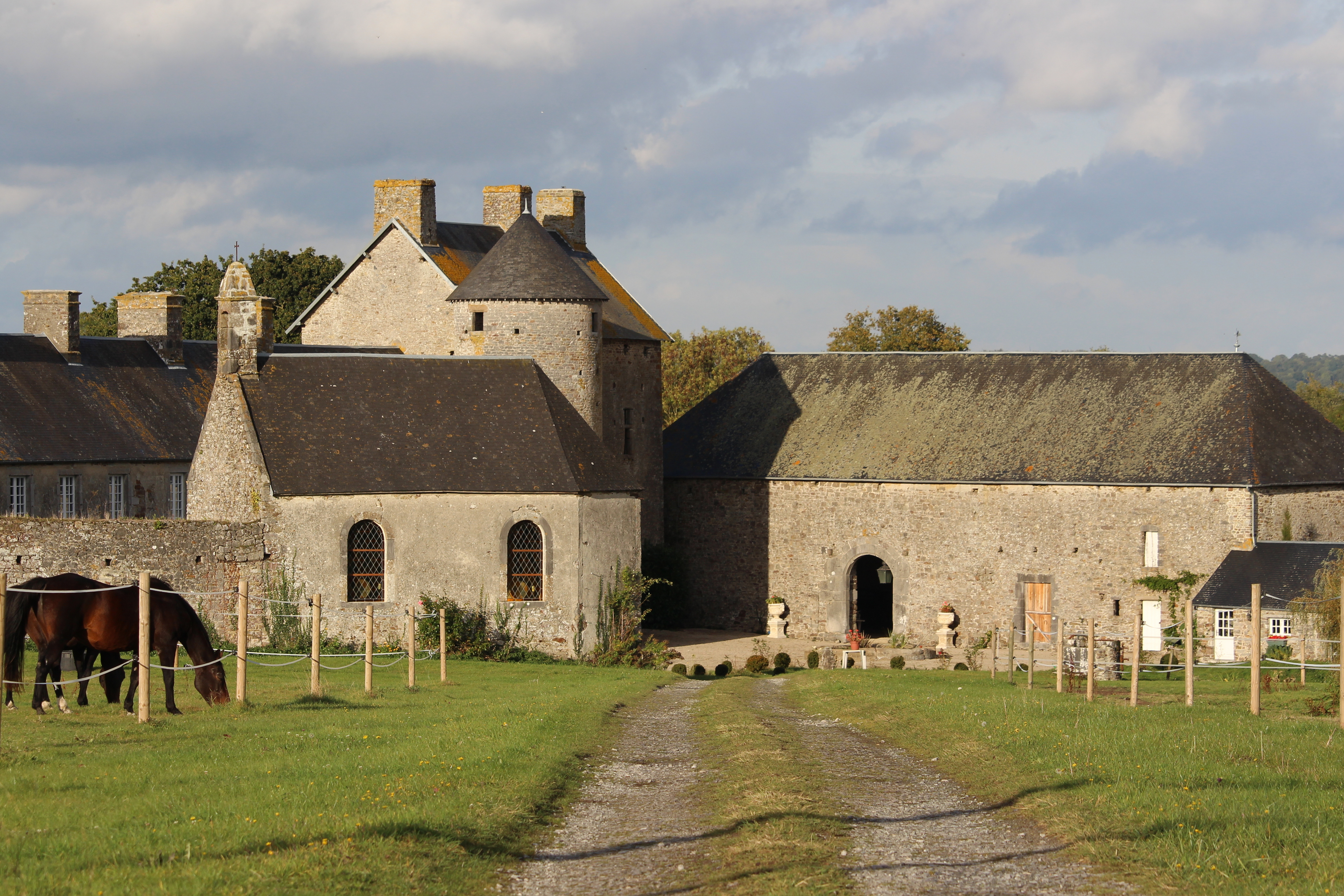
Усадьба Кетревиль
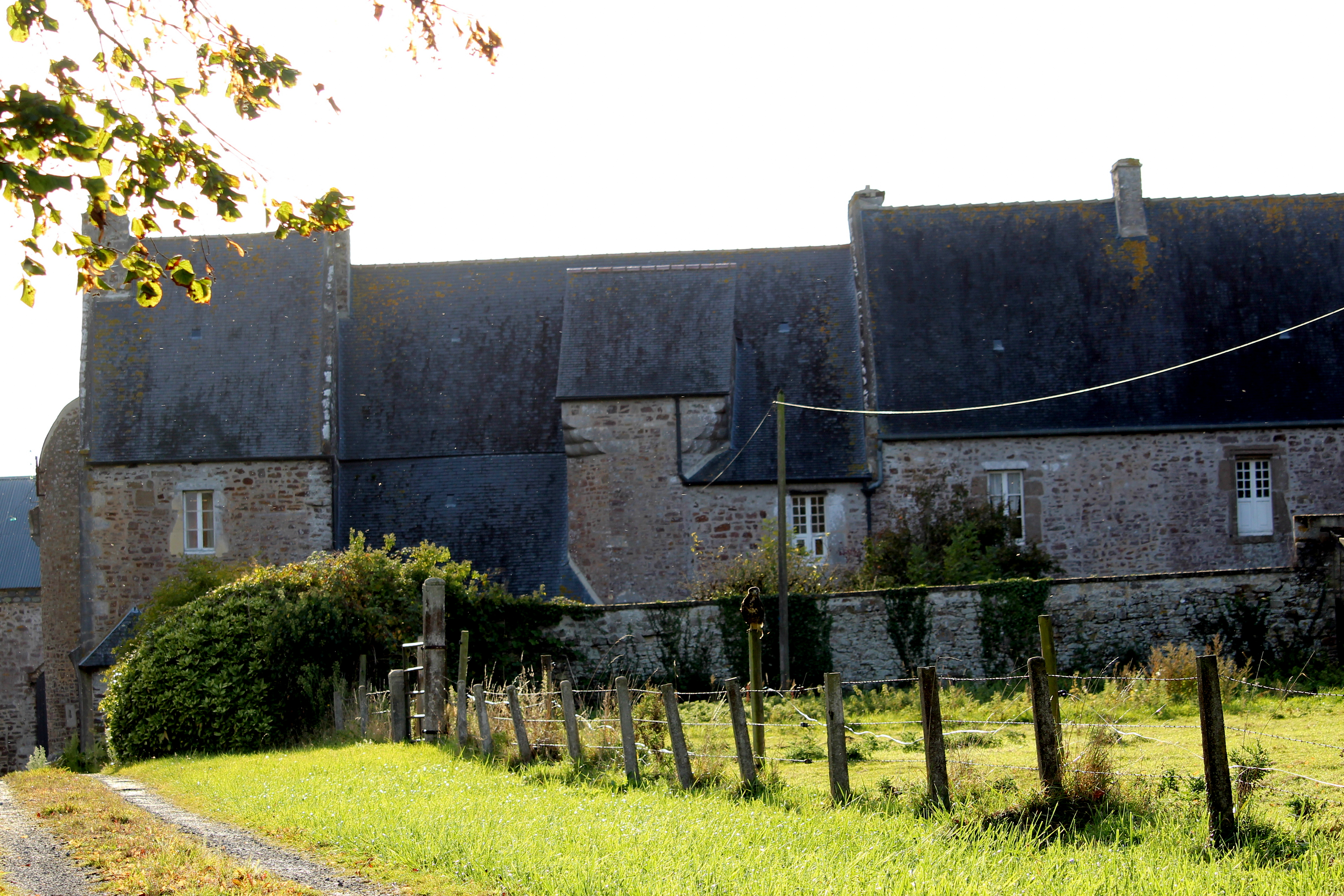
Усадьба Маре